# Božo Bakota
Božo Bakota (Zagabria, 5 ottobre 1950 – Graz, 1º ottobre 2015) è stato un calciatore jugoslavo, di ruolo attaccante.

## Carriera
Fu capocannoniere del campionato austriaco nel 1982.

## Palmarès

### Club

#### Competizioni nazionali
- 2. Savezna liga: 3

NK Zagabria: 1972-1973, 1975-1976, 1979-1980

### Individuale
Capocannoniere della Fußball-Bundesliga (Austria): 1
1982 (24 gol)